# Habitatge al carrer Mossèn Cinto Verdaguer - Menéndez Pelayo (Cornellà de Llobregat)
L'Habitatge al carrer Mossèn Cinto Verdaguer - Menéndez Pelayo és una obra del municipi de Cornellà de Llobregat (Baix Llobregat) inclosa en l'Inventari del Patrimoni Arquitectònic de Catalunya.

## Descripció
Es tracta d'una casa de planta baixa i pis, amb coberta a dues aigües com en una masia, però amb la façana en un dels vessants de la teulada, que dona al carrer de Pelayo. L'estil és clarament popular, obrat amb materials simples que combinen la pedra i el maó arrebossats. La decoració és sòbria, destacant els dos balcons simètrics i amb baranes del primer pis, una cornisa motllurada que actua com a ràfec de la teulada i emfatitza la façana lateral, i un plafó rectangular de rajoles de ceràmica vidriada al centre de la façana que representa la Verge de Montserrat. Malgrat la senzillesa de línies, cal remarcar la pretesa simetria de la disposició de portes i finestres a la façana, cercant un cert historicisme classicista típic del segle xix.

## Història
Malgrat no tenir notícies directes d'aquesta casa, la seva situació en el plànol permet datar-la al segle xix. En aquest segle, fruit del desenvolupament econòmic i demogràfic, es dona la consolidació urbana del centre de la vila. Un nucli format entre el carrer de l'Església (mossèn Cinto Verdaguer) i el carrer Major.